# Siège de Fort Ticonderoga (1777)
Pour les articles homonymes, voir Bataille du Fort Ticonderoga.
Guerre d'indépendance des États-Unis
Le siège de Fort Ticonderoga eut lieu entre le 2 et le 6 juillet 1777 à fort Ticonderoga, près de l'extrémité sud du lac Champlain dans l'État de New York. L'armée britannique du lieutenant-général John Burgoyne, forte de 8 000 hommes, occupa le mont Defiance au-dessus du fort et ceintura presque les défenses américaines. Ces mouvements entraînèrent le retrait de l'Armée continentale du fort Ticonderoga et des défenses proches. Cette armée comptait 3 000 hommes sous le commandement du général Arthur St. Clair.
Quelques échanges de tirs eurent lieu, faisant quelques victimes, mais il n'y eut pas de siège formel et aucune bataille rangée. L'armée de Burgoyne occupa fort Ticonderoga et fort Independence (en) sans opposition le 6 juillet.
La prise sans combat du fort Ticonderoga provoqua un tollé dans l'opinion publique et dans les cercles militaires américains car Ticonderoga était largement considéré comme un fort imprenable et un point essentiel de la défense américaine. Le général St. Clair et son supérieur, le général Philip Schuyler, ont été blâmés par le Congrès. Les deux ont finalement été relaxés en cour martiale, mais leurs carrières s'en trouvèrent affectées : Schuyler avait déjà perdu son commandement au profit d'Horatio Gates au moment de son jugement, et St. Clair n'eut plus de commandement sur le terrain pour le reste de la guerre.

## Contexte
En septembre 1775, au début de la guerre d'indépendance des États-Unis, l'Armée continentale américaine entreprend une invasion du Québec. L'invasion se termine en désastre en juillet 1776, avec l'armée repoussée jusqu'au fort Ticonderoga par une importante force britannique qui arrive dans la province de Québec en mai 1776. Une petite flotte de la Continental Navy sur le lac Champlain est défaite au cours de la bataille de l'île Valcour en octobre 1776. Le délai requis par les Britanniques pour construire leur flotte sur le lac Champlain oblige le général Guy Carleton à attendre avant de tenter un assaut sur Ticonderoga en 1776. Bien que ses forces avancées soient parvenues à moins de cinq kilomètres de Ticonderoga, l'avancée de la saison et la difficulté de maintenir des voies d'approvisionnement le long du lac en hiver l'obligent à retirer ses forces au Québec.

### Forces britanniques

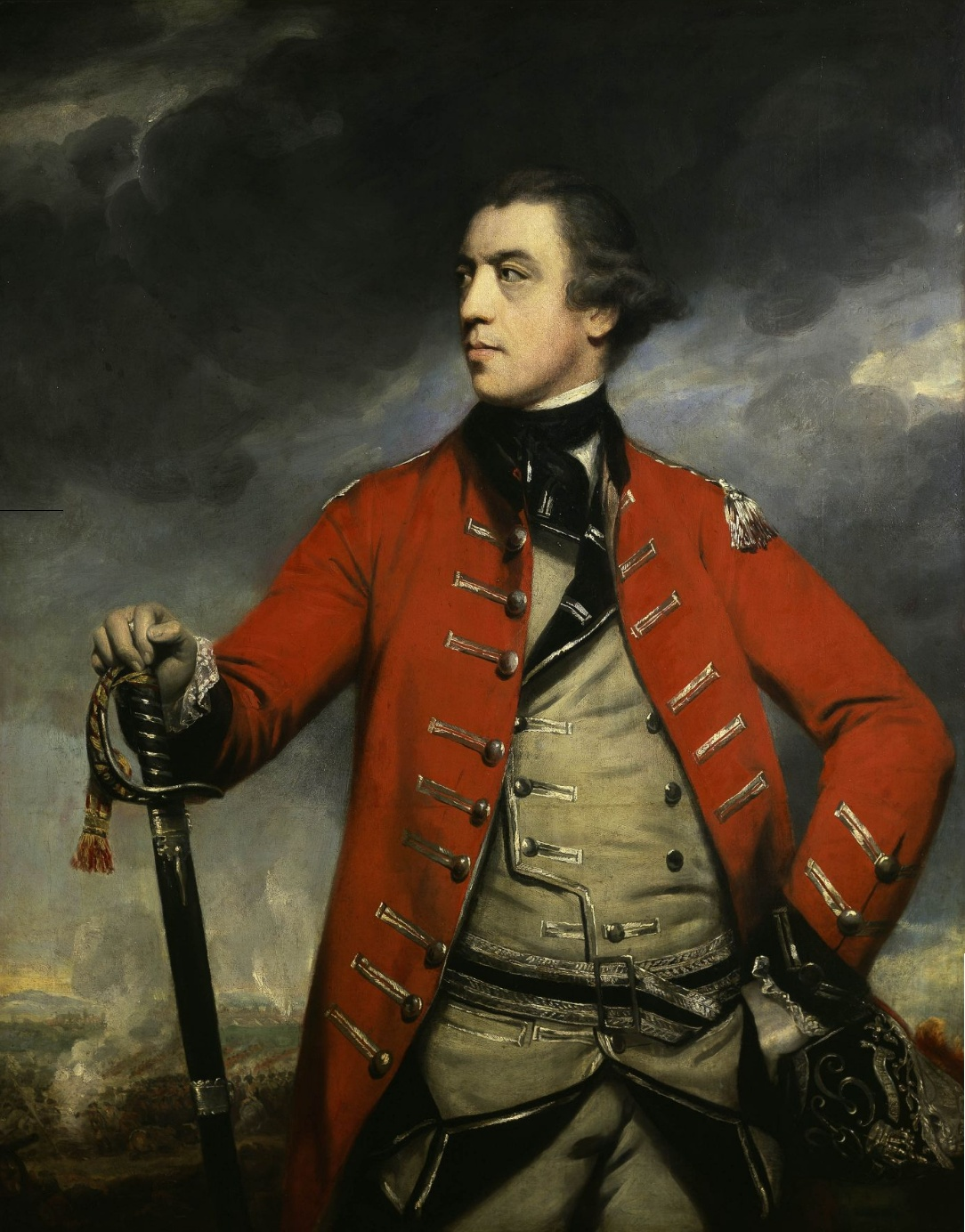
Portrait du général John Burgoyne par Joshua Reynolds.

Le général John Burgoyne arrive au Québec en mai 1777 et se prépare à conduire vers le sud les forces britanniques qui y sont rassemblées avec pour objectif de prendre le contrôle de Ticonderoga et de la vallée de l'Hudson, divisant ainsi les provinces rebelles. Ses troupes consistent en les 9e, 20e, 21e, 24e, 47e (en), 53e (en) et 62e régiments (en), ainsi que les compagnies de flancs d'autres régiments laissés en garnison au Québec. L'infanterie légère et les compagnies de flancs forment la force avancée de l'armée et sont sous le commandement du général de brigade Simon Fraser. Le reste des réguliers, sous le commandement du major-général William Phillips, forme l'aile droite, tandis que l'aile gauche est composée de Hessois sous le commandement du baron Friedrich Adolf Riedesel. Ses forces consistent en les régiments de Rhetz, Riedesel, Specht, Barner et Hesse-Hanau, ainsi qu'un régiment de grenadiers et un autre de dragons à pied. La plupart de ces forces sont arrivées en 1776, et beaucoup d'entre elles ont participé à la campagne qui a repoussé l'armée américaine hors du Québec.
L'ensemble de l'armée régulière de Burgoyne compte environ 7 000 hommes. En plus des réguliers, l'armée compte environ 800 Amérindiens et un nombre relativement faible de Canadiens et de loyalistes, qui servent principalement d'éclaireurs et de force d'avant-garde. L'armée est également accompagnée par plus de 1 000 civils, dont une femme enceinte, et la baronne de Riedesel avec ses trois jeunes enfants. En comptant ces personnels civils, le nombre total de personnes dans l'armée de Burgoyne s'élève à plus de 10 000.
Burgoyne et le général Carleton passent en revue les troupes à fort Saint-Jean, près de l'extrémité nord du lac Champlain, le 14 juin. Au 21 juin, l'armada transportant l'armée est sur le lac et au 30 juin, ils sont arrivés au fort inoccupé de Crown Point. Les Amérindiens et autres éléments de la force avancée ont mis en place une tactique de harcèlement si efficace que les défenseurs américains à Ticonderoga ignorent à la fois la position exacte et l'importance de la force évoluant le long du lac. En route, Burgoyne rédige une proclamation destinée aux Américains, écrite dans le style pompeux pour lequel il était connu et fréquemment critiqué et parodié.

### Défenses américaines

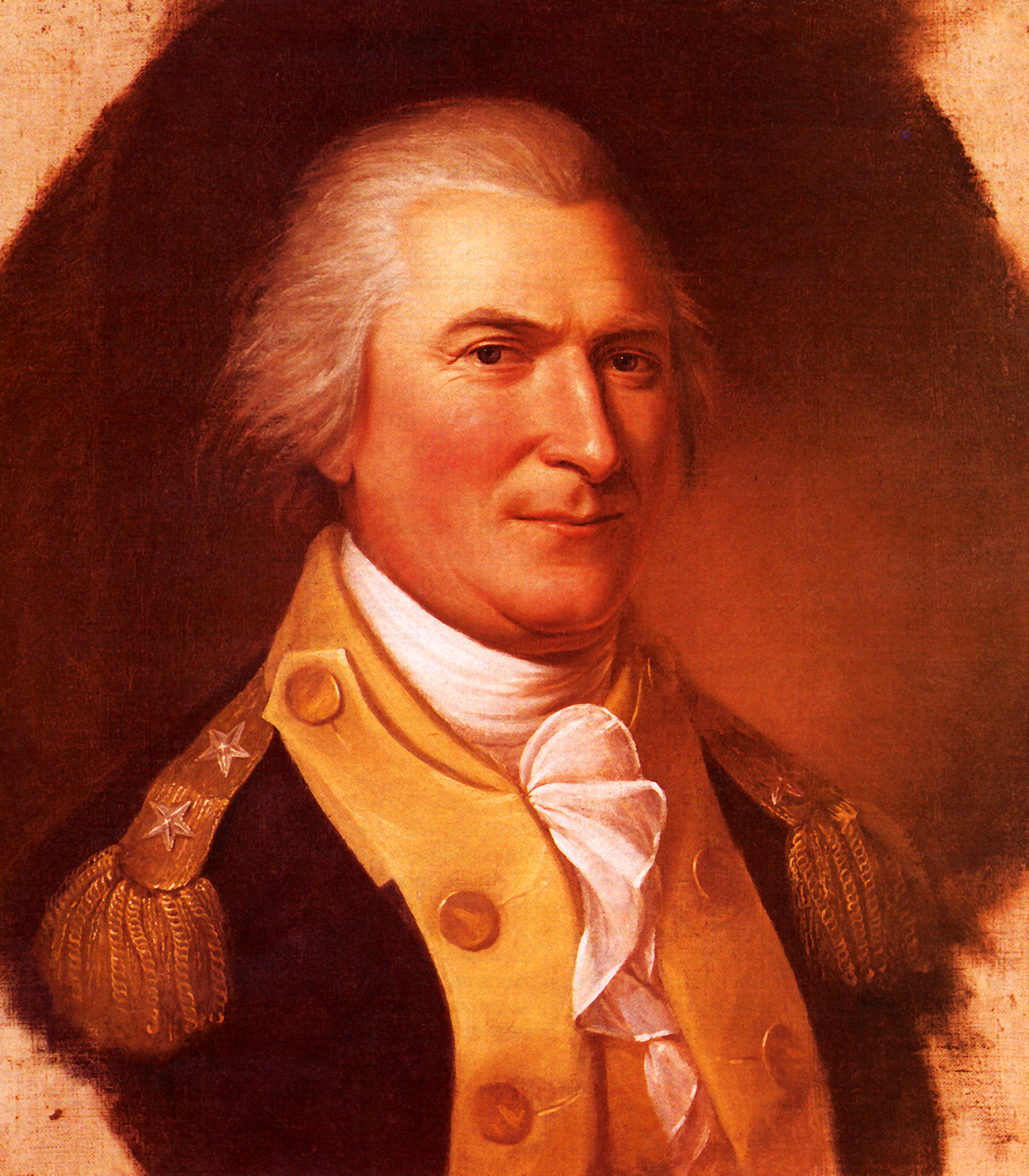
Portrait du général Arthur St. Clair par Charles Willson Peale.

Les forces américaines ont occupé les forts à Ticonderoga et Crown Point depuis leur capture en mai 1775. En 1776 et 1777, les Américains entreprennent des efforts importants pour améliorer les défenses entourant Ticonderoga. Une péninsule située sur la partie est du lac, renommée mont Independence, est fortement fortifiée. Au nord du vieux fort Ticonderoga, les Américains construisent de nombreuses redoutes, un grand fort à l'endroit des précédentes fortifications françaises, et un fort sur Mount Hope. Un pont flottant de 400 m de long est construit en travers du lac pour faciliter la communication entre Ticonderoga et le mont Independence.
Le commandement à Ticonderoga a subi de nombreux changements au début de 1777. Jusqu'en 1777, le général Philip Schuyler était à la tête du département du Nord de l'Armée continentale, avec le général Horatio Gates responsable de Ticonderoga. En mars 1777, le Congrès continental donne à Gates le commandement de l'ensemble du département. Schuyler proteste contre cette décision, que le Congrès annule en mai, après quoi Gates, ne voulant plus servir plus longtemps sous Schuyler, part pour Philadelphie. Le commandement du fort est alors donné au général Arthur St. Clair qui arrive seulement trois semaines avant l'armée de Burgoyne.
L'ensemble des fortifications est occupé par plusieurs régiments en sous-effectifs de l'Armée continentale et des unités de milice venant de l'État de New York et des États alentour. Un conseil de guerre tenu par les généraux St. Clair et Schuyler le 20 juin conclut que « le nombre actuel d'hommes à ce poste, qui est en dessous de 2 500, simples soldats, est grandement inadéquat pour la défense », et qu'« il est prudent de prévoir une retraite ». Par conséquent, des plans sont faits pour une retraite suivant deux routes. La première est par voie d'eau vers Skenesboro, le point accessible le plus au sud du lac. La seconde est par voie terrestre par une mauvaise route menant vers l'est à Hubbardton dans les New Hampshire Grants (en) (actuel Vermont).

### Sugar Loaf
Une hauteur appelée Sugar Loaf (désormais connue sous le nom de mont Defiance) donne une vue à la fois sur Ticonderoga et Independence et de nombreux canons postés sur cette hauteur pourraient rendre le fort impossible à défendre. Ce problème tactique a été relevé par John Trumbull lorsque Gates était au commandement. On pensait qu'il était impossible pour les Britanniques de placer des canons sur les hauteurs, même si Trumbull, Anthony Wayne et un Benedict Arnold blessé sont montés au sommet et ont noté que des affûts pourraient probablement y être amenés.
La défense, ou le manque de défense de Sugar Loaf se trouve compliqué par le sentiment largement répandu que fort Ticonderoga, avec une réputation de « Gibraltar du Nord », doit être tenu. Ni l'abandon du fort, ni son occupation par une petite force (suffisante pour répondre à une feinte mais pas à une attaque en force) ne sont vues comme des options politiquement viables. La défense du fort et des ouvrages extérieurs qui lui sont associés nécessiterait l'emploi de toutes les troupes présentes, n'en laissant aucune pour défendre Sugar Loaf. Plus encore, George Washington et le Congrès sont d'avis que Burgoyne, dont on sait qu'il est au Québec, risque de frapper plus probablement depuis le sud, déplaçant ses troupes à New York par la mer.
À la suite du conseil de guerre du 20 juin, Schuyler ordonne à St. Clair de tenir aussi longtemps qu'il le peut, et d'éviter de se voir couper ses voies de retraite. Schuyler prend le commandement d'une force de réserve de 700 hommes à Albany, et Washington donne l'ordre à quatre régiments de se tenir prêts à Peekskill, plus en aval de l'Hudson.

## Après la bataille
Deux batailles advinrent durant la retraite américaine : la bataille de Hubbardton le 7 et la bataille de Fort Ann le 8 juillet.